# Jean Frosne
Jean Frosne, né vers 1623-1630 à Paris et mort après le 2 janvier 1676, est un graveur français.

## Biographie
Selon Zani, Jean Frosne est né en 1630, en concordance avec le Bénézit qui indique Paris comme lieu de naissance. D'après le RKD, il est né dans la période 1623-1630.
Jean Frosne était principalement employé dans la gravure de portraits, l'abbé de Marolles en recense quarante-trois.
Jean Frosne est marié avec Anne Masse, la fille d'un menuisier. Son premier enfant, Jeanne-Charlotte, née le 15 janvier 1670, est baptisée quatre jours plus tard. Jeanne-Charlotte est morte le 1er avril 1671 dans la « rue Gobelin » d'après l'acte de décès.
Selon Zani, Jean Frosne travaillait encore en 1672.
Le 29 avril 1674 nait son deuxième enfant, Catherine Frosne dont la marraine s'appelle également Catherine Frosne.
Le 2 janvier 1676, Jean Frosne fait baptiser Anne-Marguerite, le troisième et dernier enfant.
L'acte de décès de Jean Frosne n'a pas été trouvé. Selon le Bénézit, il est mort après 1676.

## Œuvres
- plusieurs portraits dont un de Gassendi[1]
- Sainte Famille, datée de 1654[1]
- Saint George à cheval, non daté[1]
- Claude Baudry, Abbé de la Croix, d'après Le Bon[3]
- Louis de Lorraine, Duc de Joyeuse[3]
- Henry d'Orléans, Duc de Langueville[3]
- Nicholas Dauvet, Comte de Desmarez, d'après Stresor[3]
- Nicholas Potier, Président du Parlement[3]
- M. Dreux d'Aubray[3]

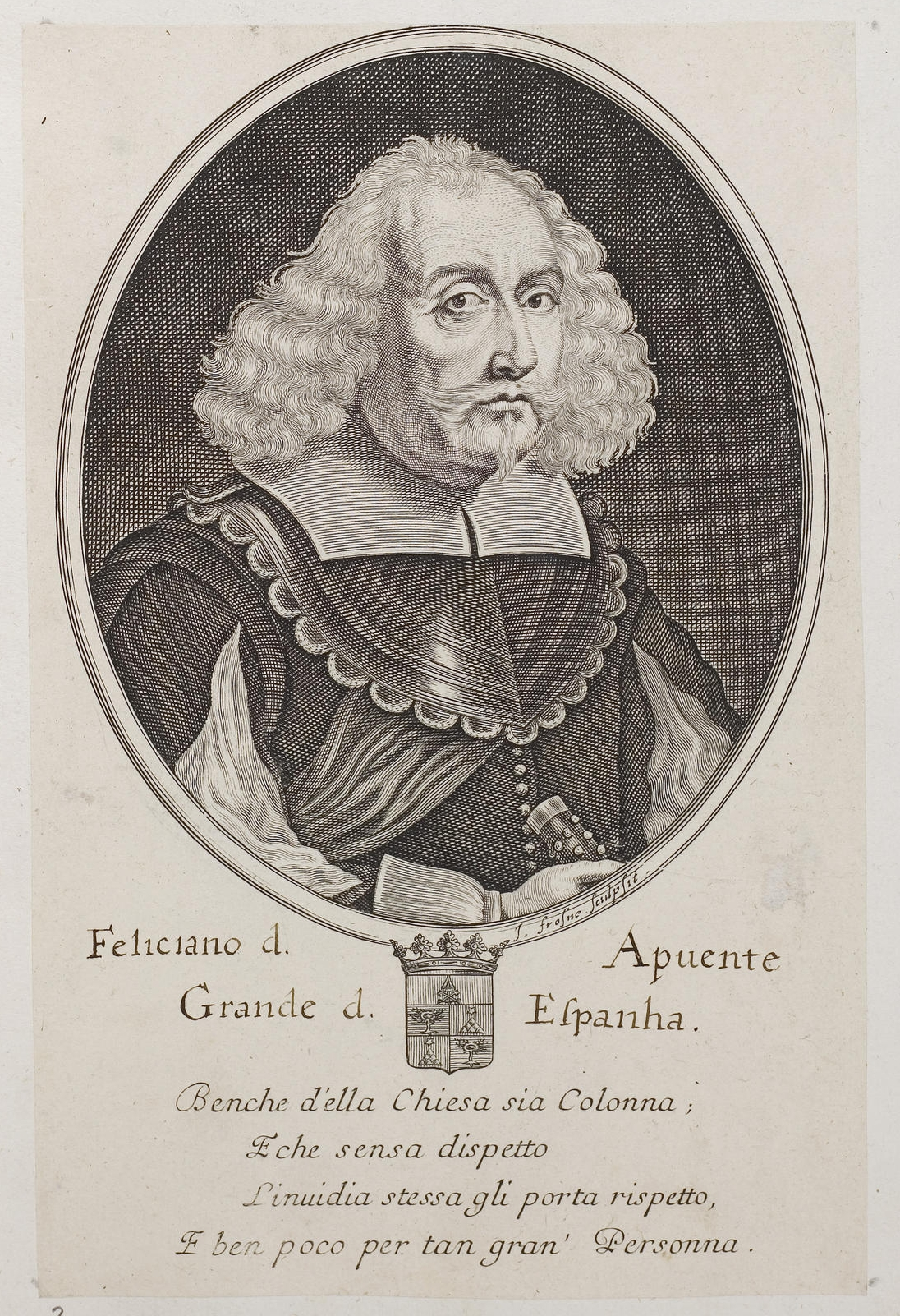
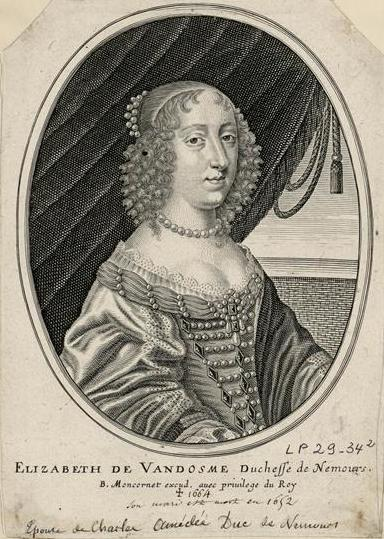
Élisabeth de Vendôme, duchesse de Nemours